# Santa Vittoria in Matenano

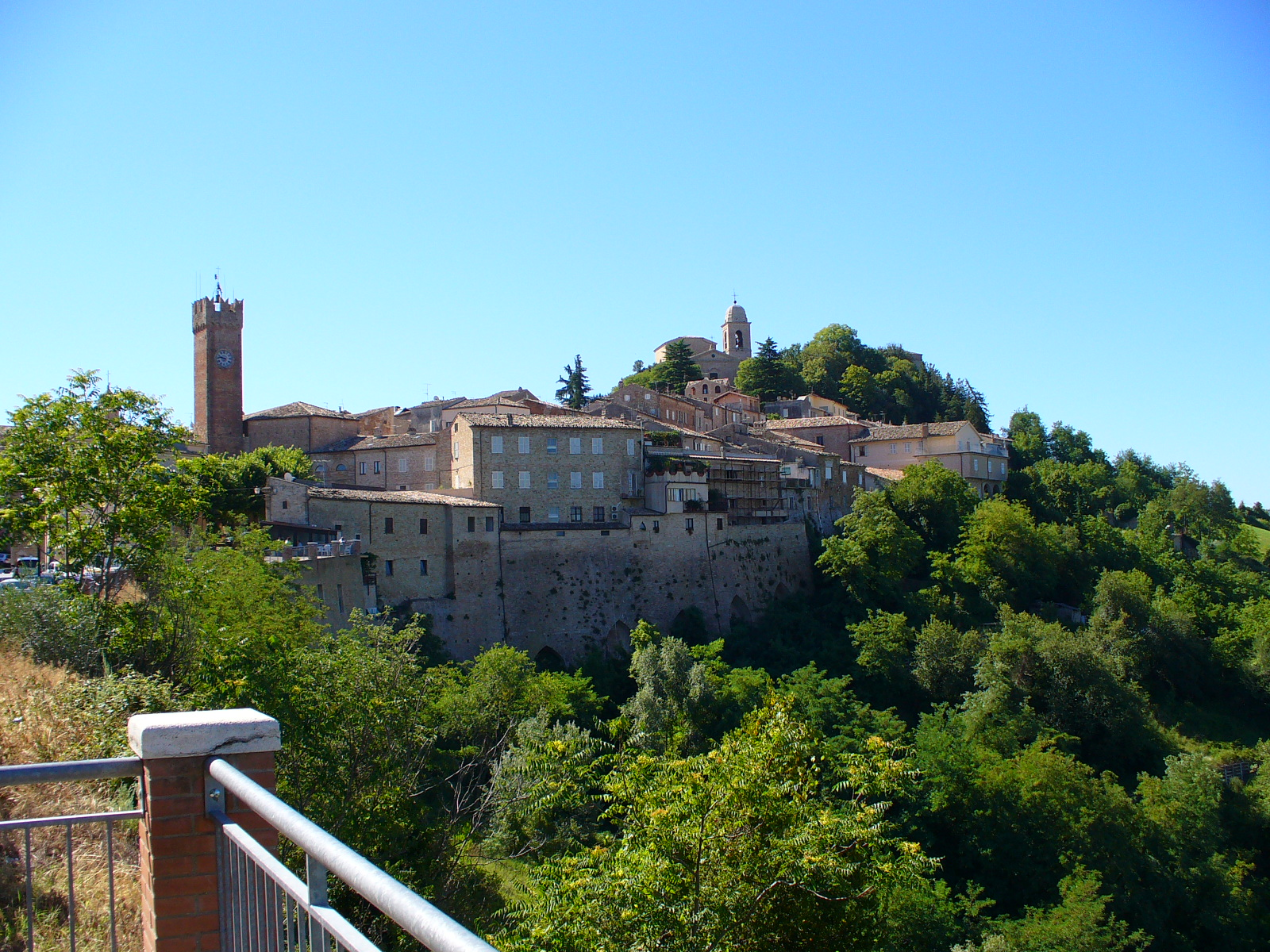
Santa Vittoria in Matenano.

Santa Vittoria in Matenano là một đô thị tại tỉnh Ascoli Piceno ở vùng Marche, cách khoảng 70 km về phía nam của Ancona và khoảng20 km về phía tây bắc của Ascoli Piceno. Đến thời điểm ngày 31 tháng 12 năm 2004, đô thị này có dân số là 1.496 người và diện tích là 26 km².
Santa Vittoria in Matenano giáp các đô thị: Force, Monte San Martino, Montefalcone Appennino, Monteleone di Fermo, Montelparo, Servigliano.